# El Bilal Touré
El Bilal Touré, né le 3 octobre 2001 à Adjamé en Côte d'Ivoire, est un footballeur international malien qui évolue au poste d'avant-centre à l'Atalanta Bergame.

## Biographie

### En club
Né en Côte d’Ivoire de parents maliens, El Bilal Touré a débuté à l'Ivoire Académie FC. C’est au Mali que le jeune homme s’est dirigé à 15 ans, au centre Afrique Football Elite, afin de poursuivre sa formation.
Après avoir intégré les catégories jeunes de la sélection malienne, il change de nationalité sportive au détriment de son pays de naissance, la Côte d’Ivoire, pour le Mali. 
Le 3 janvier 2020, El Bilal Touré s'engage en faveur du Stade de Reims, pour un contrat de cinq ans, soit jusqu'en juin 2025. Touré fait ses débuts en professionnel dès le 1er février 2020, en étant titularisé lors d'un match de Ligue 1 face au SCO d'Angers. Il inscrit même son premier but ce jour-là, participant à la victoire de son équipe sur le score de quatre buts à un. Le 16 février suivant, il donne la victoire à son équipe en marquant le seul but du match, lors d'une rencontre de championnat face au Stade rennais. Le 7 mars, lors d'un match de championnat face au Stade brestois 29, il donne la victoire au Stade de Reims en marquant l'unique but de la partie.
Lors du premier match de la saison 2020-21 au Stade Louis-II de l'AS Monaco, il marque un but et fait une passe décisive, mais les deux équipes se neutralisent (2-2).
Lors de l'été 2021, juste avant la nouvelle saison, El Bilal Touré souhaite quitter le club mais le Stade de Reims le retient, comptant sur lui après le départ de Boulaye Dia au Villarreal CF. Il fait finalement son retour à l'entraînement et dans le groupe rémois au début du mois d'août.
Le 1er septembre 2022, El Bilal Touré rejoint l'Espagne pour s'engager en faveur de l'UD Almería. Il signe un contrat courant jusqu'en juin 2028.
Le 29 juillet 2023, El Bilal Touré prend la direction de l'Italie afin de s'engager en faveur de l'Atalanta Bergame. Il signe un contrat courant jusqu'en juin 2027 et vient notamment renforcer le secteur offensif après le départ de Rasmus Højlund. 
Le joueur se blesse toutefois durant un match amical face à la Juventus FC en août. Son absence est estimée à trois mois. 

### En équipe nationale
Avec les moins de 20 ans, il participe à la Coupe d'Afrique des nations des moins de 20 ans en 2019. Il est titulaire lors de cette compétition organisée au Niger, disputant les cinq matchs de son équipe. Il se met en évidence lors de la phase de poule, en délivrant une passe décisive contre le Burkina Faso. Le Mali remporte le tournoi en battant le Sénégal en finale, après une séance de tirs au but. Grâce à ses performances durant cette compétition, Touré figure dans l'équipe type du tournoi.
Par la suite, avec les moins de 23 ans, il participe à la Coupe d'Afrique des nations des moins de 23 ans en fin d'année 2019. Il joue trois matchs lors de cette compétition organisée en Égypte, avec pour résultats trois défaites.
En décembre 2021, El Bilal Touré est retenu par le sélectionneur Mohamed Magassouba pour participer à la coupe d'Afrique des nations,.

## Statistiques
| Saison                | Club                  | Championnat           | Championnat | Championnat | Coupe nationale | Coupe nationale | Coupe de la Ligue | Coupe de la Ligue | Compétition(s) continentale(s) | Compétition(s) continentale(s) | Compétition(s) continentale(s) | Total | Total |
| Saison                | Club                  | Division              | M.          | B.          | M.              | B.              | M.                | B.                | Comp.                          | M.                             | B.                             | M.    | B.    |
| 2019-2020             | Stade de Reims        | Ligue 1               | 7           | 3           | -               | -               | -                 | -                 | -                              | -                              | -                              | 7     | 3     |
| 2020-2021             | Stade de Reims        | Ligue 1               | 33          | 4           | 1               | 0               | -                 | -                 | C3                             | 2                              | 0                              | 36    | 4     |
| 2021-2022             | Stade de Reims        | Ligue 1               | 21          | 2           | 1               | 0               | -                 | -                 | -                              | -                              | -                              | 22    | 2     |
| 2022-2023             | Stade de Reims        | Ligue 1               | 3           | 0           | -               | -               | -                 | -                 | -                              | -                              | -                              | 3     | 0     |
| Sous-total            | Sous-total            | Sous-total            | 64          | 9           | 2               | 0               | -                 | -                 | -                              | 2                              | 0                              | 68    | 9     |
| 2022-2023             | UD Almería            | Liga                  | 21          | 7           | 1               | 0               | -                 | -                 | -                              | -                              | -                              | 22    | 7     |
| 2023-2024             | Atalanta Bergame      | Serie A               | 11          | 2           | 2               | 0               | -                 | -                 | C3                             | 4                              | 1                              | 17    | 3     |
| 2024-2025             | VfB Stuttgart         | Bundesliga            | 12          | 2           | 1               | 0               | -                 | -                 | C1                             | 4                              | 1                              | 17    | 3     |
| Total sur la carrière | Total sur la carrière | Total sur la carrière | 108         | 20          | 6               | 0               | 0                 | 0                 | -                              | 10                             | 2                              | 124   | 22    |

### En sélection nationale
| Saison                | Sélection             | Phases finales        | Phases finales | Phases finales | Phases finales | Éliminatoires | Éliminatoires | Éliminatoires | Matchs amicaux | Matchs amicaux | Matchs amicaux | Total | Total | Total |
| Saison                | Sélection             | Compétition           | M              | B              | Pd             | M             | B             | Pd            | M              | B              | Pd             | M     | B     | Pd    |
| --------------------- | --------------------- | --------------------- | -------------- | -------------- | -------------- | ------------- | ------------- | ------------- | -------------- | -------------- | -------------- | ----- | ----- | ----- |
| 2020-2021             | Mali                  | -                     | -              | -              | -              | 2             | 1             | 1             | 3              | 1              | 0              | 5     | 2     | 1     |
| 2021-2022             | Mali                  | CAN 2021              | 2              | 0              | 0              | 6             | 2             | 1             | -              | -              | -              | 8     | 2     | 1     |
| 2022-2023             | Mali                  | -                     | -              | -              | -              | -             | -             | -             | 2              | 1              | 0              | 2     | 1     | 0     |
| 2023-2024             | Mali                  | -                     | -              | -              | -              | 2             | 0             | 0             | 2              | 2              | 0              | 4     | 2     | 0     |
| 2024-2025             | Mali                  | -                     | -              | -              | -              | 6             | 2             | 1             | -              | -              | -              | 6     | 2     | 1     |
| Total sur la carrière | Total sur la carrière | Total sur la carrière | 2              | 0              | 0              | 16            | 5             | 3             | 7              | 4              | 0              | 25    | 9     | 3     |

## Palmarès

### Palmarès collectif
| Atalanta Bergame (1)                                                  | Mali - 20 ans (1)                                |
| --------------------------------------------------------------------- | ------------------------------------------------ |
| - Ligue Europa - Vainqueur : 2024 - Coupe d'Italie - Finaliste : 2024 | - Coupe d'Afrique des nations - Vainqueur : 2019 |

### Distinctions personnelles
- L’équipe-type de la CAN 2019 U20